# Crnomasnica
Crnomasnica (izvirno srbsko Црномасница) je naselje v Srbiji, ki upravno spada pod Občino Negotin; slednja pa je del Borskega upravnega okraja.

## Demografija
V naselju, katerega izvirno (srbsko-cirilično) ime je Црномасница, živi 247 polnoletnih prebivalcev, pri čemer je njihova povprečna starost 54,4 let (49,2 pri moških in 59,2 pri ženskah). Naselje ima 104 gospodinjstev, pri čemer je povprečno število članov na gospodinjstvo 2,62.
To naselje je, glede na rezultate popisa iz leta 2002, večinoma srbsko, a v času zadnjih treh popisov je opazno zmanjšanje števila prebivalcev.
|  |

| Demografija | Demografija     | Demografija     |
| Leto        | Št. prebivalcev | Št. prebivalcev |
| ----------- | --------------- | --------------- |
|             |                 |                 |
|             |                 |                 |
|             |                 |                 |
|             |                 |                 |
| 1948        | 719             |                 |
| 1953        | 715             |                 |
| 1961        | 724             |                 |
| 1971        | 630             |                 |
| 1981        | 565             |                 |
| 1991        | 426             | 344             |
| 2002        | 327             | 272             |
|             |                 |                 |

| Etnična sestava po popisu iz leta 2002 | Etnična sestava po popisu iz leta 2002 | Etnična sestava po popisu iz leta 2002 | Etnična sestava po popisu iz leta 2002 | Etnična sestava po popisu iz leta 2002 |
| -------------------------------------- | -------------------------------------- | -------------------------------------- | -------------------------------------- | -------------------------------------- |
| Srbi                                   | Srbi                                   |                                        | 220                                    | 80,88%                                 |
| Vlahi                                  | Vlahi                                  |                                        | 45                                     | 16,54%                                 |
| Romuni                                 | Romuni                                 |                                        | 3                                      | 1,10%                                  |
| Neznano                                | Neznano                                |                                        | 2                                      | 0,73%                                  |